# جوزف لوئیس
جوزف لوئیس (انگلیسی: Joe Lewis؛ زادهٔ ۵ فوریهٔ ۱۹۳۷) سرمایه‌دار و کارآفرین اهل بریتانیا است، که هم‌اکنون بعنوان رئیس هیئت مدیره گروه تاویستاک فعالیت می‌کند.